# Diego Ágreda y Dominé
Diego Ágreda y Dominé fue un artista español del siglo XIX. Era sobrino de Esteban de Ágreda.
Fue secretario de la sección de pintura del Liceo Artístico y Literario de Madrid, en cuyas sesiones de competencia solía participar. En 1840, cuando los individuos de aquella sociedad contribuyeron a aliviar la desgracia del pintor Antonio María Esquivel, que había quedado ciego, Ágreda facilitó uno de sus trabajos para la rifa que se organizó con dicho objeto. Fue, asimismo, académico corresponsal de la Academia de Bellas Artes de San Fernando en Jerez de la Frontera, donde residió y donde fallecería el 5 de mayo de 1876.